# Врбовець (Требнє)
Врбовець (словен. Vrbovec) — поселення в общині Требнє, регіон Південно-Східна Словенія, Словенія.